# Christian Callmer
Johan Axel Christian Callmer, född den 27 december 1908 i Lund, död där den 29 januari 1985, var en svensk antikvetare och biblioteksman. Han var far till Johan Callmer.
Callmer avlade filosofisk ämbetsexamen vid Lunds universitet 1934 och filosofie licentiatexamen där 1939 samt promoverades till filosofie doktor vid samma lärosäte 1943. Han blev amanuens vid Lunds universitetsbibliotek 1939 (extra ordinarie 1938), förste amanuens vid Kungliga biblioteket 1946, bibliotekarie där 1950 (extra ordinarie 1947) och förste bibliotekarie vid Göteborgs stadsbibliotek 1956, Callmer var förste bibliotekarie vid Lunds universitetsbibliotek 1959–1974. Han tillades professors namn 1980. Callmer var ordförande i Lunds studentkår 1940, Röda korsets delegat i Grekland 1944 och sekreterare i Svenska humanistiska förbundet 1951–1957. Han invaldes som korresponderande ledamot av Deutsches Archäologisches Institut 1957, som ledamot av Humanistiska vetenskapssamfundet i Lund 1961, som ledamot av Samfundet för utgivande av handskrifter rörande Skandinaviens historia 1965 och som korresponderande ledamot av Vitterhetsakademien 1974. Callmer vilar på Norra kyrkogården i Lund.